# Lennart Jacobson (1922–2002)
Nils Lennart Jacobson, född 28 november 1922 i Sölvesborg, död 22 augusti 2002 i Karlshamn, var en svensk målare och tecknare. 
Jacobson studerade konst genom Åke Skiölds teckningskurser och Hermods tecknings och målningskurser och studieresor till ett flertal länder. Hans konst består av beställningsporträtt, landskap, djur och stilleben. Han signerade sin konst med LeJac eller med LJ. 